# Lupinus argurocalyx
Lupinus argurocalyx är en ärtväxtart som beskrevs av Charles Piper Smith. Lupinus argurocalyx ingår i släktet lupiner, och familjen ärtväxter. Inga underarter finns listade i Catalogue of Life.